# Гана (Моравія)

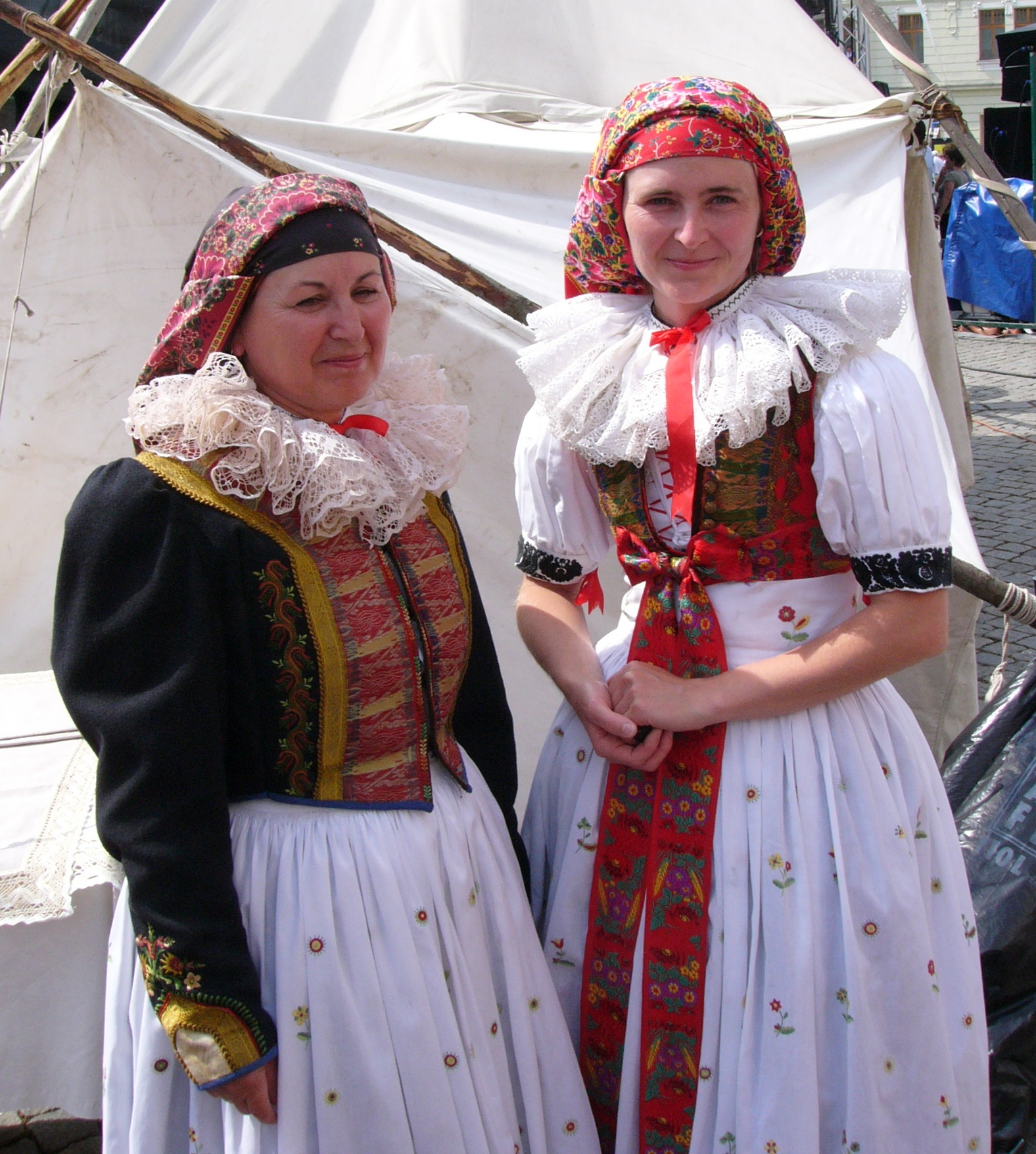
Жіночі строї Гани

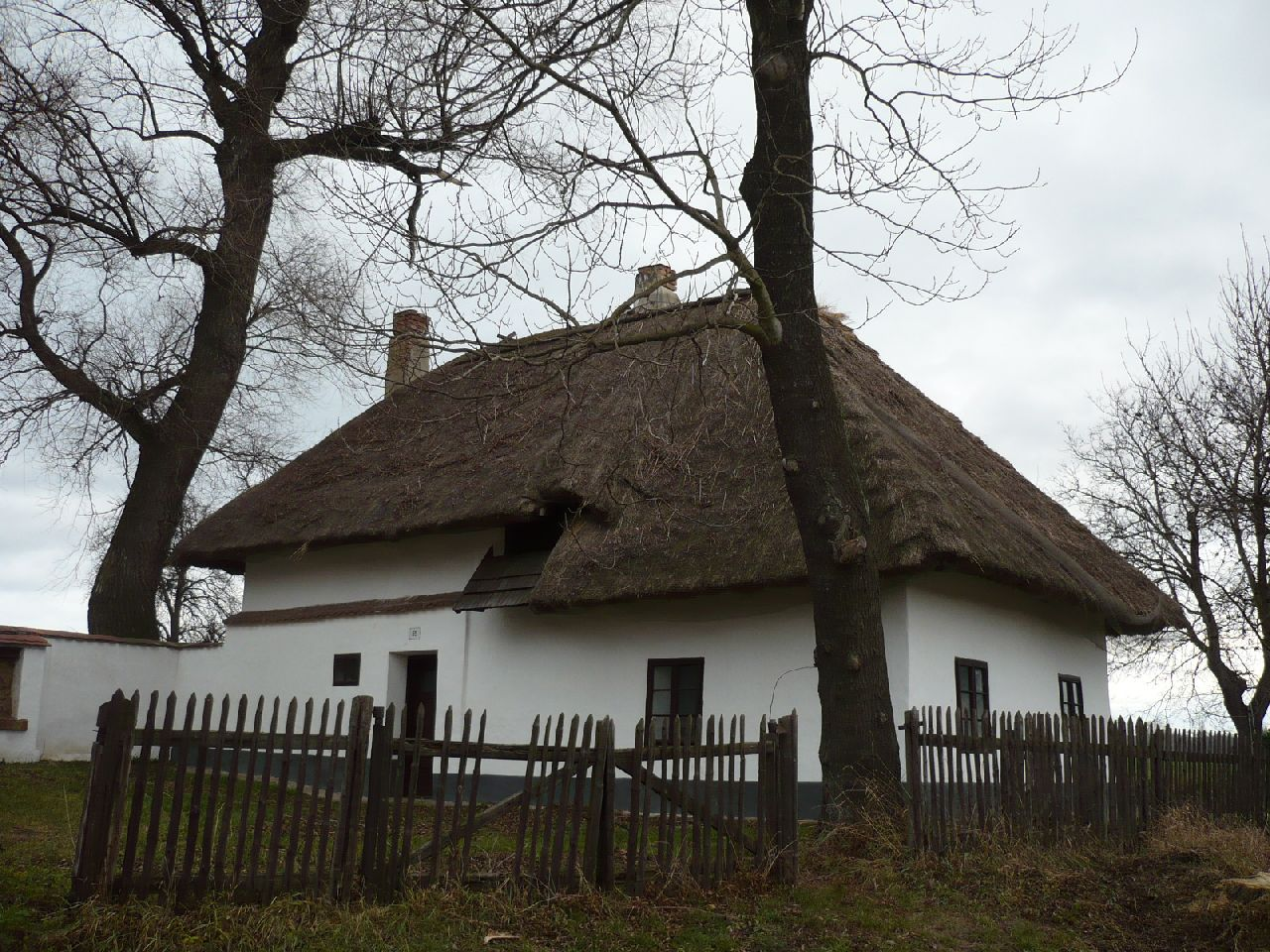
Сільська хата у Римицях

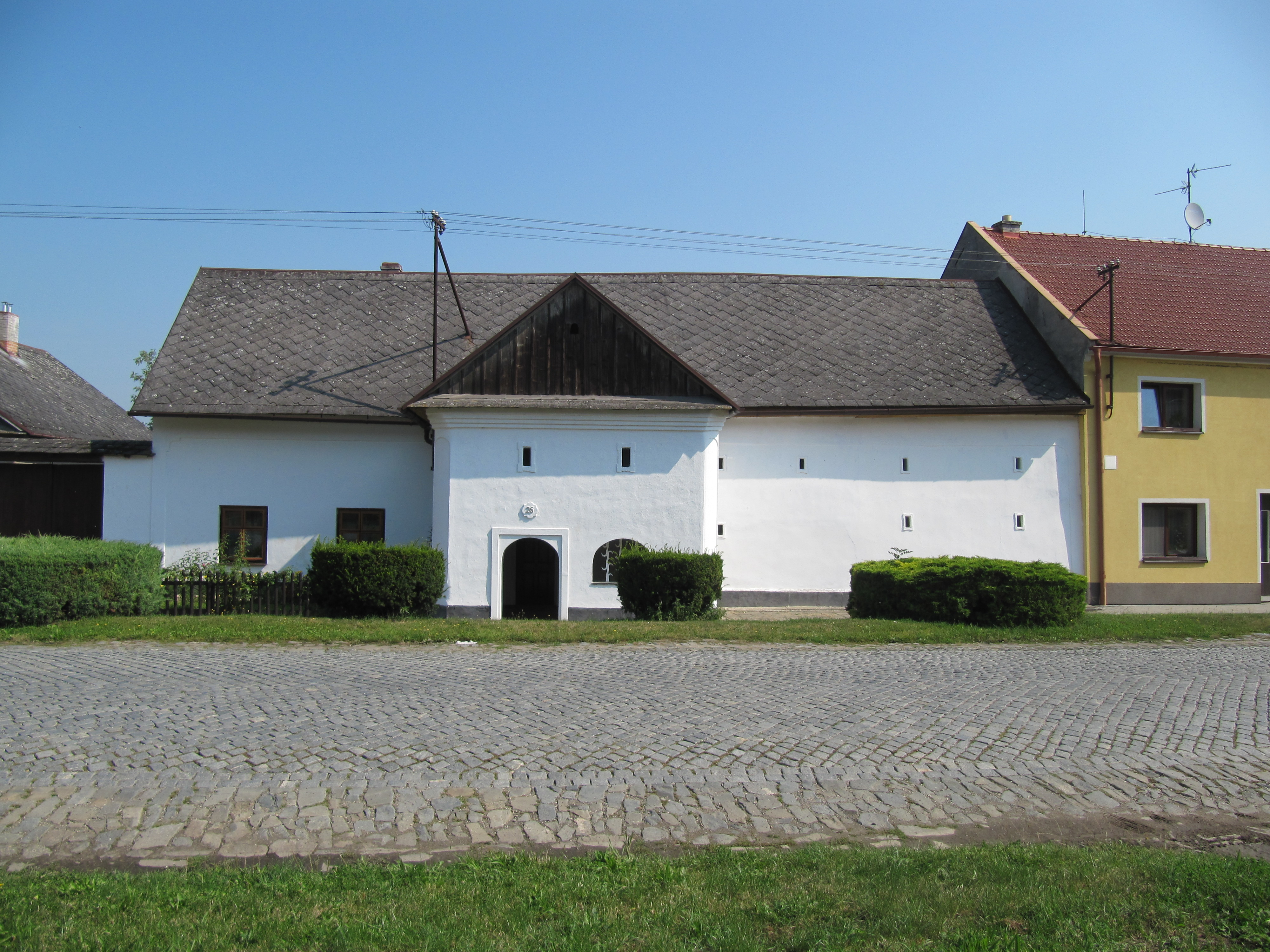
Будинок у містечку Прикази

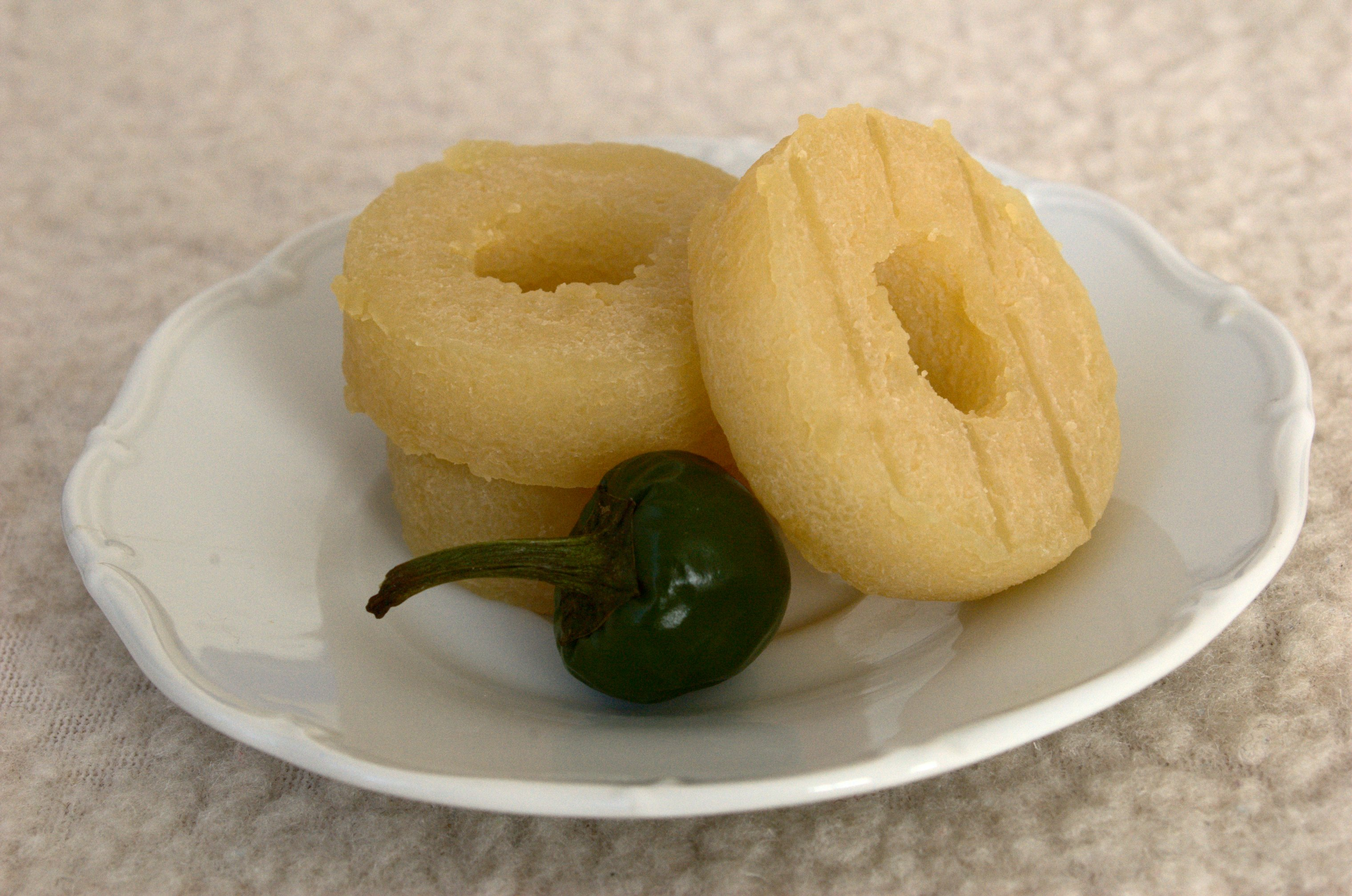
Оломовецькі творіжки, традиційна страва Гани

Гана́ або Гана́ччина (чеськ. Haná, Hanácko, нім. Hanna, Hanakei, лат. Hanakia) етнографічний край в осердній частині Морави, що у Чехії. Основна частина краю лежить у долині однойменної річки Гани (чеськ. Haná) навколо містечок Вишків та Простеїв, але зазвичай до нього відносять усю горішню частину долини річки Морави, разом із містом Оломовець, який уважається центром усього краю.
З точки зору адміністративного поділу, Гана охоплює більшу частину Оломовецького краю та прилеглі частини Південноморавського та Злинського країв.

## Назва
У 18 та 19 століттях французьким словом ганак (фр. hanaque, пізніше чеськ. hanák) називали слов'янських селян, що жили у долині річки Морави. Скоріше за все, це слово походить від назви однойменної річки Гана (чеськ. Haná), що згодом поширилася на увесь край. Населення цього краю у чеські мові має назву ганаці (чеськ. hanáci), тобто "ганичани".

## Значні міста
- Оломовець – головне місто Гани та історична столиця Морави
- Прерів – промислове місто, відоме викопними пам'ятками
- Простеїв – до Голокосту було осередком єврейської спільноти Чехії[3]
- Вишків
- Голешів
- Кромеріж
- Літовель – місто, поблизу якого знаходиться ландшафтний парк «Поморави» (чеськ. Litovelské Pomoraví)[4]
- Прикази – містечко, де знаходиться Музей Гани під відкритим небом

| Прапор Чехії | Це незавершена стаття про Чехію. Ви можете допомогти проєкту, виправивши або дописавши її. |

1. ↑  Brouček, Stanislav; Jeřábek, Richard (2007). Lidová kultura : národopisná encyklopedie Čech, Moravy a Slezska (чес.) (вид. Vyd. 1). Praha: Mladá fronta. ISBN 978-80-204-1450-2. OCLC 213027709.
2. ↑  University of Michigan, Conrad; Percival, James Gates; Huot, Jean Jacques Nicolas (1834). A system of universal geography, or A description of all the parts of the world, on a new plan, according to the great natural divisions of the globe (англ.). Boston, S. Walker. с. 726. the different Slavonic tribes, may still be distinguished, not only in Bohemia, but in Moravia and Silesia, although many German words have been introduced into them. . The Hannack is harsh in its pronunciation ; the Slowack is divided into two sub-dialects, the Moravian Slowack, which is spoken by the Slowacks and the ...
3. ↑  Holocaust v Prostějově. Архів оригіналу за 4 листопада 2012. Процитовано 1 листопада 2012. {{cite web}}: Cite має пустий невідомий параметр: |df= (довідка)
4. ↑  Hanácké Benátky 2012. Процитовано 1 листопада 2012.